# انتونیو لوپز (بازیکن فوتبال، زاده سپتامبر ۱۹۸۹)
انتونیو لوپز (انگلیسی: Antonio López؛ زادهٔ ۵ سپتامبر ۱۹۸۹) بازیکن فوتبال اهل اسپانیا است.
از باشگاه‌هایی که در آن بازی کرده‌است می‌توان به باشگاه فوتبال لوانته اشاره کرد.